# Asger Jorn
Pour les articles homonymes, voir Jorn.
 (août 2017).
Si vous disposez d'ouvrages ou d'articles de référence ou si vous connaissez des sites web de qualité traitant du thème abordé ici, merci de compléter l'article en donnant les références utiles à sa vérifiabilité et en les liant à la section « Notes et références ».
Asger Jorn, né Asger Oluf Jørgensen le 3 mars 1914 à Vejrum dans le Jutland-Central et mort le 1er mai 1973 à Aarhus, est un peintre danois. Il fut l'un des fondateurs du mouvement CoBrA et de l'Internationale situationniste.

## Biographie
En 1936, Asger Jorn arrive à Paris pour rejoindre l'Académie contemporaine de Fernand Léger. Il y rencontre le Français Pierre Wemaëre avec lequel il se lie d’une profonde amitié. Pendant l'occupation nazie au Danemark, Jorn est communiste actif dans la résistance et participa au groupe artistique Høst.
Après la fin de l'occupation, les possibilités de libre pensée critique dans les milieux communistes deviennent limitées, à cause de l'autorité politique, plus centralisée. Face au stalinisme, Jorn rompt avec le Parti communiste danois tout en continuant, jusqu'à la fin de sa vie, à se déclarer communiste.
Il est un des fondateurs du mouvement CoBrA en 1948. La même année il se joint au groupe d'artistes néerlandais Experimentele Groep in Holland  fondé par Karel Appel, Constant Nieuwenhuys, Corneille, Theo Wolvecamp, Anton Rooskens Jan Nieuwenhuys et de nombreux artistes néerlandais,. Ce groupe expérimental artistique est en révolte contre l'art culturel. Il publie en octobre/novembre 1948 la revue Reflex  où déjà s'annonce le du mouvement CoBrA, et qui marque la constitution du Groupe Expérimental Hollandais.
En 1949, il organise le congrès Cobra de Bregnerød en compagnie de Mogens Balle, Carl-Henning Pedersen et de quelques membres de Cobra. Il s'agit pour les artistes de décorer le plafond d'une maison d'architecte, propriété de l'école d'architecture de Copenhague 1948/1949. Certains artistes y ont résidé avec leurs enfants pendant la période des travaux qui se sont déroulés en août-septembre 1949. Carl-Hennins Pedersen y a peint un mur, Klaus, le fils de Jorn âgé de 7 ans y a peint une porte. Le plafond peint de la salle de séjour, restauré en 1969, se trouve maintenant dans les locaux de l'association artistique Lyngby. Un diagramme indique l'emplacement de l'œuvre de chaque artiste : celle de Jorn se trouve au no 12, celle de Pedersen au no 13.
Il fusionne le Mouvement international pour un Bauhaus imaginiste, qu'il avait fondé en 1955, l'Internationale lettriste et le  Comité psychogéographique de Londres, en un seul mouvement unifié : l'Internationale situationniste en 1957.
En 1959 et en 1962, Jorn produisit deux grandes suites de peintures détournées : les Modifications (1959) et les Nouvelles défigurations (1962). Dans les deux cas, il s'agissait de tableaux quelconques, paysages ou portraits, repeints par Jorn à même la surface, et à sa manière. Chaque tableau, réinterprété picturalement dans sa singularité expressive et signifiante, était relancé par la modification (détournement) de sa valeur intrinsèque. Ces modifications relevaient tout autant du détournement tel qu'il fut avancé par les situationnistes que d'une critique centrale du caractère limité de l'activité artistique moderne dans les nouvelles conditions sociales du capitalisme triomphant de la fin des années 1950 et du début des années 1960.
En 1961, et après avoir été signataire du tract « Un putsch culturel pendant votre sommeil ! » rédigé par le Gruppe SPUR (21 avril 1959), il quitte l'I.S. pour fonder l'Institut scandinave de vandalisme comparé (voir La Langue verte et la Cuite, avec Noël Arnaud, qui lui a valu d'être nommé Commandeur Exquis de l’ordre de la Grande Gidouille). Son système philosophique, ou Triolectique, a donné naissance à une manifestation pratique par le développement du football à trois côtés.
En 1969, il s'installe dans une maison-atelier 82, rue Saint-Denis à Colombes, Hauts-de-Seine (France) qu'il conserve jusqu'en 1972.
Il est le frère de Jørgen Nash.

## Œuvres
Le musée Jorn dans lequel Asger Jorn a créé un département d'art contemporain et auquel il a laissé une importante collection se situe à Silkeborg. Ses œuvres sont aussi présentes dans tous les grands musées d'art moderne de la planète mais aussi dans certains autres grands musées danois :
- Statens Museum for Kunst, Copenhague ;
- Musée d'art moderne Louisiana, Humlebæk ;
- Tate Gallery, Londres ;
- Guggenheim museum, New York ;
- Centre Pompidou, Paris ;
- Museum de Fundatie, Zwolle.

Quelques-uns de ces travaux :
- « La Fleur du mal », 1946, encre de Chine et craie de couleur[9] ;
- Le Grand Baiser au cardinal d'Amérique, 1962[10].

## Publications
- Immagine e forma, Milan, 1954
- Structure et changement : sur le rôle de l'intelligence dans la création artistique, Paris, 1956
- Contre le fonctionnalisme, Paris, 1957
- Fin de Copenhague, avec Guy Debord, « conseiller technique pour le détournement », Copenhague, 1957[11]
- Guldhorn og lykkehjul : les cornes d'or et la roue de la fortune, Copenhague, 1957
- Pour la forme, Paris, (1958), Paris : Allia, 2001.
- Critique de la politique économique, suivie de La Lutte finale, Paris, 1960
- Naturens Orden [The Natural Order] , København, 1962
- Værdi og Økonomi [Value and Economy] , København, 1962
- Held og Hasard [Luck and Chance] , København, 1963
- Ting og Polis [Thing and Polis] , København, 1964
- Alfa og Omega [Alpha and Omega] , København, 1963-1964
- De la méthode triolectique dans ses applications en situlogie générale, Aarhus, 1964
- « Guy Debord et le problème du maudit », in Guy Debord, Contre le cinéma, Aarhus, 1964
- La Langue verte et la Cuite : étude gastrophonique sur la marmytologie musiculinaire, Paris, 1968
- La Flûte de jade, St. Gallen, 1970
- Cuba, Turin, 1970
- Le Jardin d'Albisola, Turin, 1974
- Discours aux pingouins et autres écrits, Paris, 2001
- Sauvagerie, barbarie et civilisation, Les atomes de l'âme, 2012
- La Genèse naturelle, Paris : Allia, 2001
- Livre de Troels Jorn : sur le lion affamé, le joyeux éléphant, le petit souriceau et Jeannot pisse-fourmi, Les Amis d'Asger Jorn, 2020

### Articles
- Frank Claustrat, « Asger Jorn, un artiste libertaire à Copenhague », Connaissance des arts, 10 mars 2014, texte intégral.